# Yobi, the Five-Tailed Fox
Yobi, the Five-Tailed Fox (천년여우 여우비) ist ein südkoreanischer Animationsfilm Lee Sung-gang aus dem Jahr 2007. Der Film basiert lose auf der koreanischen Volkssage vom Kumiho.

## Handlung
Vor 100 Jahren landeten Aliens auf einem Berg, in dessen Nähe eine weiße, fünfschwänzige Füchsin lebt. Diese kann ihr Aussehen nach Belieben verändern.
Der Lehrer Kang führt eine besondere Schule, in der die Schüler Mental aufgebaut werden und ihrer Seele Kraft geben. Irgendwann wollen die Schüler ihren Mut auf die Probe stellen und ziehen nachts in den Bergwald hinaus. Hier jagen die Aliens, aus Spaß, verkleidet als wandelnde Vogelscheuchen, ein paar Kinder einen Schrecken ein. Bei diesem Ereignis begegnet Yobi dem Schüler Hwang Geum-yee, der seinen Traumfänger im Wald verliert. Yobi entwickelt ein großes Interesse für die Menschen, insbesondere für Hwang Geum-yee. Nachdem die Aliens seit 100 Jahren auf der Erde gestrandet sind, versuchen sie nun einen ersten Test-Flug, um zu sehen, ob sie bald wieder nach Hause können. Ein Alien macht jedoch einen Fehler, weshalb der Test misslingt und er weg geschickt wird. Darauf wird er von einem kleinen Mädchen als Kuscheltier benutzt. Das kleine Mädchen will diesen gar nicht mehr loslassen. Yobi beschließt daraufhin die Gelegenheit zu nutzen und schleust sich in Menschengestalt als Schülerin in die Schule ein, um ihren außerirdischen Freund zu befreien und vor allem auch um den Menschen näher zu sein. Das Leben als Mensch macht ihr großen Spaß, bis der grimmige Fuchsjäger kommt. Hier rettet sie der mysteriöse Shadow, der ihr klarmacht, dass ihr Wunsch ein Mensch zu werden nur in Erfüllung geht, wenn sie die Seele eines Menschen stiehlt. Der Fuchsjäger versucht erneut Yobi zu töten. Als Geum-yee versucht, sie zu retten, versinkt er in einem See und seine Seele wird gefangen. Yobi versucht, seine Seele zu retten und besiegt Shadow. Die Geister erzählen ihr, dass eine Seele den See nur verlassen kann, wenn eine andere sie ersetzt. Also ersetzt Yobi ihre Seele mit der von Geum-yee.
Einige Jahre später wird Yobis Seele befreit und sie wird zum Menschen.